# Limnophora pasuensis
Limnophora pasuensis är en tvåvingeart som beskrevs av Shinonaga 2007. Limnophora pasuensis ingår i släktet Limnophora och familjen husflugor.
Artens utbredningsområde är Pakistan. Inga underarter finns listade i Catalogue of Life.